# Frank Lee Woodward
Frank Lee Woodward (* 13. April 1871 in Saham Toney, Norfolk, England; † 27. Mai 1952 in Beaconsfield, West Tamar Municipality, Tasmanien, Australien) war ein englischer Buddhist und Theosoph.

## Leben und Werk
Woodward wurde am 13. April 1871 in Saham Toney als dritter Sohn von William Woodward und Elizabeth Mary Ann Lee geboren. Der Vater war Pastor. Anfangs durch seinen Vater unterrichtet, besuchte Woodward anschließend die Christ's Hospital-Schule in West Sussex. Am Sidney Sussex College in Cambridge studierte er Klassische Altertumswissenschaft (Classics), Abschluss 1902 als Master of Arts (M.A.). Tätigkeit als Lehrer an mehreren Schulen in England.
Im Jahre 1902 trat er der Theosophischen Gesellschaft Adyar bei und übernahm 1903 den Posten des Dekans an dem von Henry Steel Olcott in Galle auf Sri Lanka gegründeten Mahinda College. Bis 1919 war er daneben als Übersetzer buddhistischer Texte für die Pali Text Society tätig. 1919 Umzug nach Launceston, wo er seine buddhistischen Studien fortsetzte und Pali-Texte ins englische übersetzte.

## Werke (Auswahl)
- Francis Bacon and the Cipher story. Theosophical Publishing House, Adyar 1932.
- Gotama the Buddha. Vasanta Book Depot, Madras 1924.
- Pictures of Buddhist Ceylon and other papers. Theosophical Publishing House, Adyar 1914.
- The Buddhist doctrine of reversible merit. Galle Buddha-Dhamma-Sangama, Colombo 1911.